# Михаило-Архангельский храм (Торопец)
Церковь Архангела Михаила — уничтоженный в советское время православный храм, располагавшийся в городе Торопец Тверской области.

## Расположение
Храм располагался в центре города, в 50 метрах от современного отдела полиции (56°29′43″ с. ш. 31°38′39″ в. д.). В настоящее время на этом месте расположена часть городского рынка.

## История
Новый каменный храм был построен в 1737 году на месте сгоревшего деревянного.
Рядом находилась трёхъярусная колокольня (построена позже), на которой висело 7 колоколов.
Здание храма представляло собой двусветный четверик, завершенный одной луковичной главой на «глухом» трибуне над куполом фигурного профиля.
Своего причта храм не имел, был приписан к Благовещенскому.
В 1928 году согласно заседанию президиума Великолукского окрисполкома здание храма было передано под склад, позднее разрушено.

## Галерея

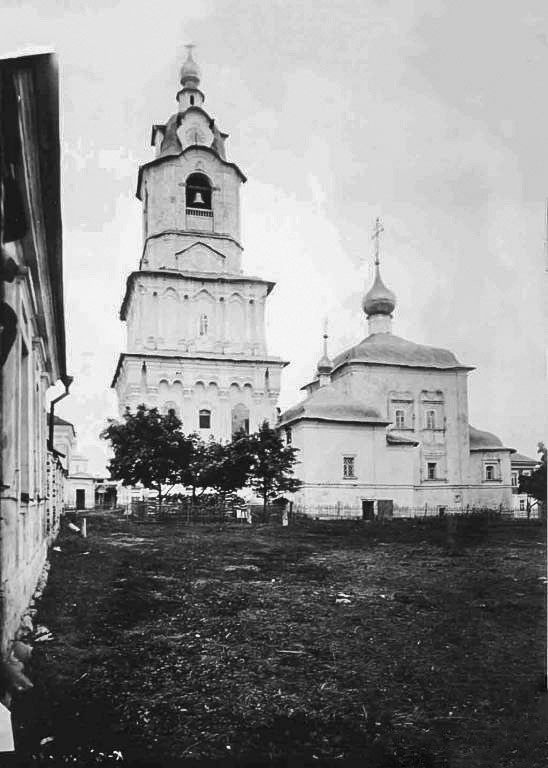
Общий вид
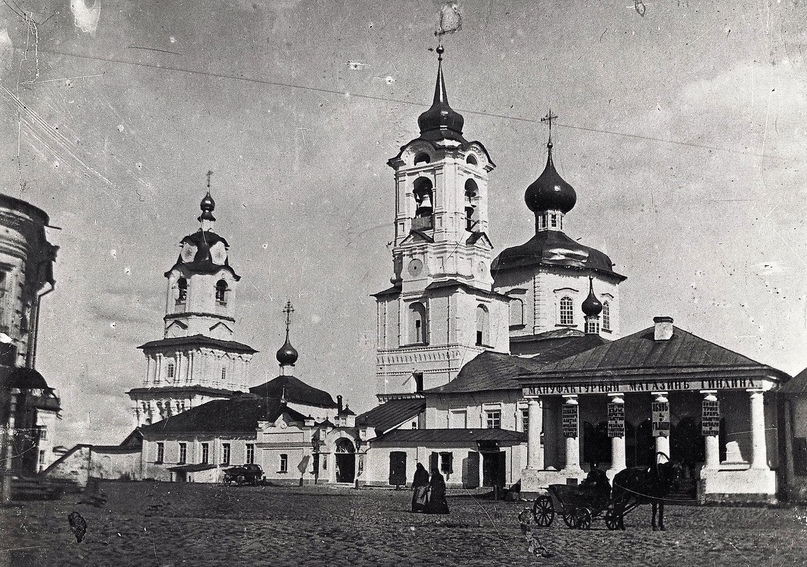
Храм слева (маленький)
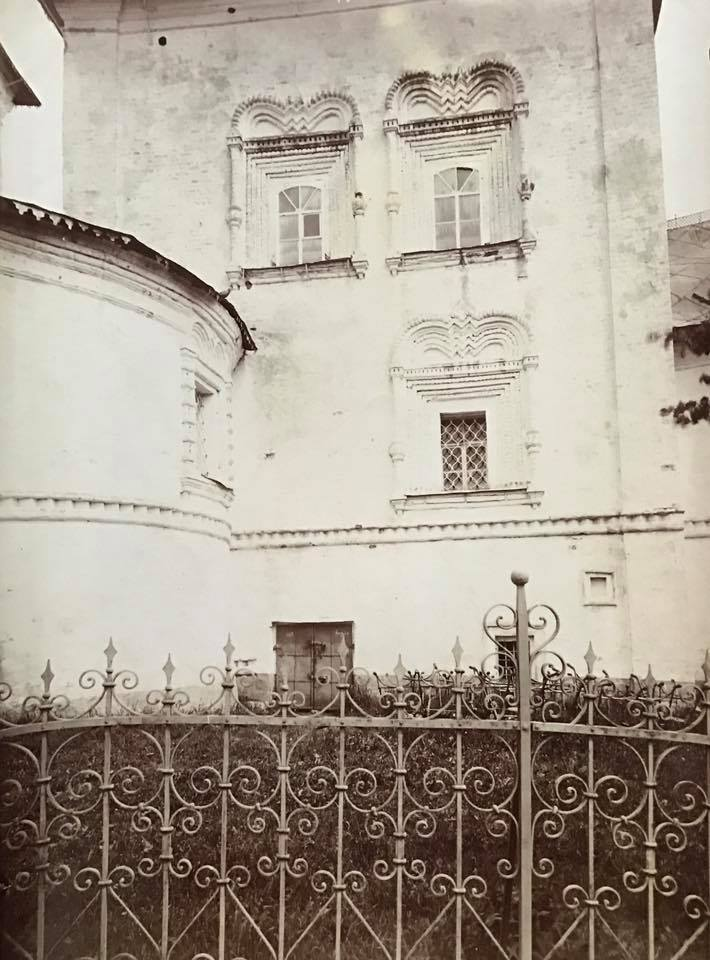
Фрагмент стены.